# Черков, Александр Алексеевич
Александр Алексеевич Черков (Чертков) (1888—1938) — участник Белого движения на Юге России, полковник 2-го Дроздовского стрелкового полка.

## Биография
Из крестьян. Уроженец Киевской губернии. Общее образование получил дома.
В 1910 году окончил Чугуевское пехотное юнкерское училище, откуда выпущен был подпоручиком в 60-й пехотный Замосцкий полк. Произведен в поручики 25 ноября 1913 года.
В Первую мировую войну вступил в рядах 60-го пехотного Замосцкого полка. Был ранен, за боевые отличия награжден несколькими орденами, в том числе орденом Св. Владимира 4-й степени с мечами и бантом. Произведен в штабс-капитаны 18 ноября 1915 года «за отличия в делах против неприятеля», в капитаны — 21 июня 1916 года, в подполковники — 9 ноября того же года, в полковники — 30 сентября 1917 года.
С началом Гражданской войны присоединился к отряду полковника Дроздовского в Бердянске, участвовал в походе Яссы — Дон. По прибытии в Добровольческую армию состоял во 2-м Офицерском (Дроздовском) стрелковом полку, где занимал должности командира роты, командира батальона (январь 1919) и, наконец, помощника командира полка. В Русской армии до эвакуации Крыма.
Осенью 1925 года — в прикомандировании к 6-му артдивизиону во Франции. В эмиграции там же. Состоял членом правления Общества галлиполийцев в Париже. Умер в 1938 году. Был похоронен на кладбище Тиэ, затем перезахоронен на Сент-Женевьев-де-Буа.

## Награды
- Орден Святого Владимира 4-й ст. с мечами и бантом (ВП 21.05.1915)
- старшинство в чине подполковника с 24 июня 1914 года (ПАФ 30.07.1917)